# Frauke Petry
Frauke Petry (Drezda, 1975. június 1. –) (születési neve Frauke Marquardt) német politikus, az Alternatíva Németországért egyik volt vezetője. 2014 óta volt a szászországi parlament képviselője. A 2017-es szövetségi parlamenti választásokon közvetlen mandátumot szerzett. Továbbra is mindkét mandátumot be kívánja tölteni. Politikai nézeteit nemzeti konzervatívnak tekintik.
2013-ban megválasztották az AfD három pártszóvivője egyikének és a szászországi szervezet vezetőjének. 2015 júliusában a Bernd Lucke ellenében hónapokig vívott hatalmi harc után a párt két országos szóvivőjének egyike lett. A 2017-es Bundestag-választások másnapján közölte, nem kíván az AfD frakciójának tagjává válni, független képviselő lesz, majd ki is lépett a pártból. Később Frauke Petry megalapította a Kék Pártot.

## Fordítás
- Ez a szócikk részben vagy egészben a Frauke Petry című német Wikipédia-szócikk ezen változatának fordításán alapul.  Az eredeti cikk szerkesztőit annak laptörténete sorolja fel. Ez a jelzés csupán a megfogalmazás eredetét és a szerzői jogokat jelzi, nem szolgál a cikkben szereplő információk forrásmegjelöléseként.